# Siikalatva
Siikalatva är en kommun i landskapet Norra Österbotten i Finland. Den etablerades 1 januari 2009, då kommunerna Kestilä, Piippola, Pulkkila och Rantsila sammanslogs. Siikalatva har 5 131 invånare och har en yta på 2 229,21 km².
Grannkommuner är Haapavesi, Kajana, Kärsämäki, Limingo, Muhos, Pyhäntä, Brahestad, Siikajoki och Vaala.
Siikalatva är enspråkigt finskt.

## Tätorter
Vid Statistikcentralens tätortsavgränsning den 31 december 2021 fanns fyra tätorter inom Siikalatva kommuns område:
| Nr | Tätort           | Folkmängd |
| -- | ---------------- | --------- |
| 1  | Rantsila kyrkoby | 736       |
| 2  | Pulkkila kyrkoby | 709       |
| 3  | Piippola kyrkoby | 506       |
| 4  | Kestilä kyrkoby  | 452       |

## Styre och politik

### Mandatfördelning i Siikalatva kommun, valen 2008–2021
| 2 | 3 |  | 2 | 19 |

| 17 | 10 |

| 2 |  | 5 | 19 |

| 18 | 9 |

| 2 | 4 |  | 20 |

| 20 | 7 |

| 3 | 2 | 5 | 17 |

| 15 | 12 |

### Vänorter
Siikalatva har inga vänorter.

## Befolkning

### Befolkningsutveckling
| Befolkningsutvecklingen i Siikalatva kommun 1975–2020                                                        | Befolkningsutvecklingen i Siikalatva kommun 1975–2020 | Befolkningsutvecklingen i Siikalatva kommun 1975–2020 | Befolkningsutvecklingen i Siikalatva kommun 1975–2020 | Befolkningsutvecklingen i Siikalatva kommun 1975–2020 |
| --- | ----------------------------------------------------- | ----------------------------------------------------- | ----------------------------------------------------- | ----------------------------------------------------- |
| |                                                       |                                                       |                                                       |                                                       |
| År |                                                       |                                                       | Folkmängd                                             |                                                       |
| 1975 | 1975                                                  |                                                       | 8 544                                                 |                                                       |
| 1980 | 1980                                                  |                                                       | 8 258                                                 |                                                       |
| 1985 | 1985                                                  |                                                       | 8 219                                                 |                                                       |
| 1990 | 1990                                                  |                                                       | 7 864                                                 |                                                       |
| 1995 | 1995                                                  |                                                       | 7 684                                                 |                                                       |
| 2000 | 2000                                                  |                                                       | 7 146                                                 |                                                       |
| 2005 | 2005                                                  |                                                       | 6 688                                                 |                                                       |
| 2010 | 2010                                                  |                                                       | 6 179                                                 |                                                       |
| 2015 | 2015                                                  |                                                       | 5 677                                                 |                                                       |
| 2020 | 2020                                                  |                                                       | 5 203                                                 |                                                       |
| Anm: Uppgifterna avser förhållandena den 31 december nämnda år enligt områdesindelningen den 1 januari 2022. |                                                       |                                                       |                                                       |                                                       |

### Språk
Befolkningen efter språk (modersmål) den 31 december 2021. Finska, svenska och samiska räknas som inhemska språk då de har officiell status i landet. Resten av språken räknas som främmande. För språk med färre än 10 talare är siffran dold av Statistikcentralen på grund av sekretesskäl.
| Språk                        | Talare 2021-12-31 | Talare 2021-12-31 |
| Språk                        | Antal             | Andel (%)         |
| ---------------------------- | ----------------- | ----------------- |
| Hela befolkningen            | 5 131             | 100,0             |
| Inhemska språk totalt        | 5 066             | 98,7              |
| Finska                       | 5 062             | 98,7              |
| Svenska                      | 4                 | 0,1               |
| Främmande språk totalt       | 65                | 1,3               |
| Tagalog                      | 19                | 0,4               |
| Språk med färre än 10 talare | 46                | 0,9               |

|  | Finska (98,7 %) |

|  | Svenska (0,1 %) |

|  | Främmande språk (1,2 %) |

|  | Finska (98,7 %) |

|  | Svenska (0,1 %) |

|  | Främmande språk (1,2 %) |